# 奥利维娅·钱斯
奥利维娅·朱丽叶·布丽奇特·钱斯（英語：Olivia Juliet Bridget Chance；1993年10月5日—），新西兰女子职业足球运动员，司职进攻中场和左边锋，目前效力于新西兰国家女子足球队。她曾代表新西兰参加2020年夏季奥林匹克运动会女子足球比赛和2023年国际足联女子世界杯等多场国际赛事。